# Bistrica (miasto Banja Luka)
Bistrica (cyr. Бистрица) – wieś w Bośni i Hercegowinie, w Republice Serbskiej, w mieście Banja Luka. W 2013 roku liczyła 1367 mieszkańców.